# Anilios polygrammicus
Anilios polygrammicus es una especie de serpientes de la familia Typhlopidae.

## Distribución geográfica ysubespecies
Se reconocen las siguientes según The Reptile Database:
- A. polygrammicus brongersmai (Mertens, 1929) de Sumba
- A. polygrammicus elberti (Roux, 1911) de Lombok
- A. polygrammicus florensis (Boulenger, 1897) de Flores
- A. polygrammicus polygrammicus (Schlegel, 1839) de Timor
- A. polygrammicus undecimlineatus (Mertens, 1927) de Sumbawa y Komodo